# فورموترول
فورموترول که همچنین با عنوان اِفورموترول شناخته می‌شود، یک آگونیست بتا ۲ طولانی‌اثر (LABA) است که به‌عنوان یک گشادکنندهٔ مجاری تنفسی در مدیریت آسم و بیماری مزمن انسدادی ریه (COPD) استفاده می‌شود. فورموترول تا ۱۲ ساعت مدت اثر دارد و در مقایسه با آگونیست‌های کوتاه اثر β 2 مانند سالبوتامول (آلبوترول) که برای ۴ ساعت مؤثر است، مدت اثر طولانی‌تری دارد. داروهای LABA مانند فورموترول به‌عنوان «کنترل‌کنندهٔ علائم» برای تکمیل درمان پیش‌گیرانهٔ کورتیکواستروئیدی استفاده می‌شود. یک آگونیست β 2 کوتاه‌اثر «تسکین‌دهنده» (مانند سالبوتامول) همچنان مورد نیاز است، زیرا LABAها برای درمان آسم حاد توصیه نمی‌شوند. فورموترول در سال ۱۹۷۲ ثبت اختراع شد و در سال ۱۹۹۸ مورد استفاده پزشکی قرار گرفت. فورموترول همچنین در فرمول‌های ترکیبی بودزونید/فورموترول و مومتازون/فورموترول، به بازار عرضه می‌شود.

## اثرات جانبی
در نوامبر ۲۰۰۵، سازمان غذا و داروی ایالات متحده (FDA) یک توصیهٔ بهداشتی منتشر کرد که در آن به مردم هشدار داده بود که استفاده از آگونیست‌های β 2 طولانی‌اثر می‌تواند منجر به بدتر شدن علائم خس‌خس سینه در برخی از بیماران شود.
امروزه، آگونیست‌های بتا 2 طولانی‌اثر موجود، عبارت‌اند از: سالمترول، فورموترول، بامبوترول و سالبوتامول خوراکی با رهش پایدار (تأثیر آهسته و طولانی)
ترکیبی از استروئیدهای استنشاقی و گشادکننده‌های برونش طولانی‌اثر در حال گسترش هستند. انواع ترکیبی نیز شامل فلوتیکاسون/سالمترول و بودزونید/فورموترول هستند.

## مکانیسم عمل
فورموترول استنشاقی مانند سایر آگونیست‌های بتا ۲ عمل می‌کند و با شُل کردن ماهیچه صاف در مجاری تنفسی، باعث اتساع نایژه‌ها می‌شود تا تشدید آسم را درمان کند.

## نام‌های تجاری

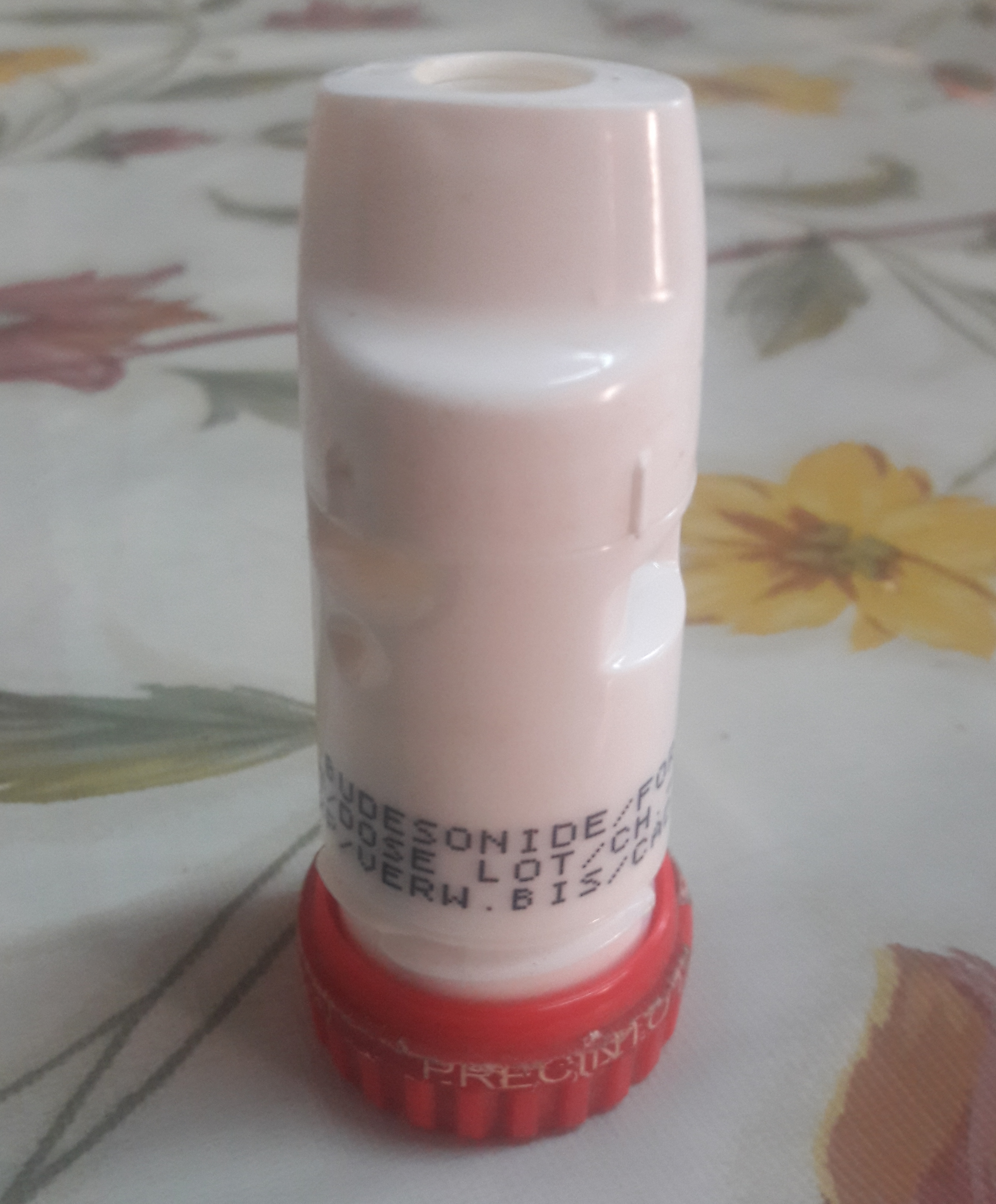
افشانه استنشاقی پودری مبتنی بر بودزوناید و فورموترول

این دارو به سه شکل به بازار عرضه می‌شود: افشانهٔ استنشاقی پودر خشک (DPI)، افشانه استنشاقی دوزسنجیده (MDI) و محلول استنشاقی با نام‌های تجاری مختلف از جمله Atock, Atimos/Atimos Modulite, Foradil/Foradile, Fostair, Oxeze/Oxis و پرفورومیست.
- کپسول Foradil/Foradile برای استنشاق دهانی (شرینگ-پلاو در ایالات متحده، نوارتیس در بقیه جهان)
- افشانه استنشاقی پودر خشک Oxeze/Oxis (DPI) (آسترازنکا)
- Atock (استلاس)
- افشانه استنشاقی دوزسنجیده Atimos/Atimos Modulite (MDI) (کیهسی)
- محلول استنشاقی پرفورومیست (مایلن ان‌وی)

## موارد استفاده و ترکیبات
- آرفورموترول ((R, R)-(-)-فورموترول) - یک داروی انانتیوپیور مورد استفاده در مدیریت بیماری مزمن انسدادی ریه
- داروهای ترکیبی:
  - آکلیدینیم بروماید/فورموترول
  - بودزونید/فورموترول
  - مومتازون فوروات/فورموترول